# Oppido Lucano
Oppido Lucano község (comune) Olaszország Basilicata régiójában, Potenza megyében.

## Fekvése
A megye északnyugati részében fekszik, a Bradano folyó völgyében. Határai: Acerenza, Cancellara, Genzano di Lucania, Irsina és Tolve.

## Története
A település a 11. század elején alakult ki, amikor a normannok megkezdték várának, a Magnum Castrumnak az építését. A település mellett egy római villa romjaira bukkantak. 

## Népessége
A népesség számának alakulása:

## Főbb látnivalói
- a Sant’Igino-i római villa romjai
- Santa Maria del Belvedere-szentély
- Sant’Antonio-kolostor (1482)
- Santissima Annunziata-templom
- Sant’Antuono-barlangtemplomok